# Huaibei
Huaibei (en chino, 淮北; pinyin, Huáiběi, léase Juái-Béi) es una ciudad-prefectura en la provincia de Anhui, República Popular de China. Limita al norte con Shangqiu, al sur con Suzhou, al oeste con Bozhou y al noreste con Xuzhou. Su área es de 2741 km² y su población es de 2,1 millones.
El nombre se refiere tradicionalmente a la zona norte del río Huai (Hua por el río y Bei significa norte) y el norte del río Yangtse, que incluye al día de hoy el centro de Anhui.

## Administración
La ciudad prefectura de Huaibei administra 3 distritos y 1 condado.
- Distrito Xiangshan (相山区 - Xiàngshān Qū);
- Distrito Duji (杜集区 - Dùjí Qū);
- Distrito Lieshan (烈山区 - Lièshān Qū);
- Condado Suixi (濉溪县 - Suīxī Xiàn);

### Localidades con población en noviembre de 2010
- Dùjí Qū 324,398
- Lièshān Qū 321,565
- Suīxī Xiàn 1,000,955
- Xiāngshān Qū 467,358

## Economía
Su principal economía es la agricultura la producción y exportación de cereales, algodón, y los animales domésticos. Los principales cultivos son el trigo, maíz, algodón, habas, arroz y papa, además ganado, caballo, cerdo, cabra, conejo, aves de corral, etc. También la pesca que contienen un gran número de peces, camarones y cangrejos. La ciudad forma parte del Consejo Nacional de Zonas de Desarrollo Integral Agrícola en Huanghai y Huaihai.

## Clima
| Parámetros climáticos promedio de Huaibei (1991–2020 normals, extremes 1981–2010) | Parámetros climáticos promedio de Huaibei (1991–2020 normals, extremes 1981–2010) | Parámetros climáticos promedio de Huaibei (1991–2020 normals, extremes 1981–2010) | Parámetros climáticos promedio de Huaibei (1991–2020 normals, extremes 1981–2010) | Parámetros climáticos promedio de Huaibei (1991–2020 normals, extremes 1981–2010) | Parámetros climáticos promedio de Huaibei (1991–2020 normals, extremes 1981–2010) | Parámetros climáticos promedio de Huaibei (1991–2020 normals, extremes 1981–2010) | Parámetros climáticos promedio de Huaibei (1991–2020 normals, extremes 1981–2010) | Parámetros climáticos promedio de Huaibei (1991–2020 normals, extremes 1981–2010) | Parámetros climáticos promedio de Huaibei (1991–2020 normals, extremes 1981–2010) | Parámetros climáticos promedio de Huaibei (1991–2020 normals, extremes 1981–2010) | Parámetros climáticos promedio de Huaibei (1991–2020 normals, extremes 1981–2010) | Parámetros climáticos promedio de Huaibei (1991–2020 normals, extremes 1981–2010) | Parámetros climáticos promedio de Huaibei (1991–2020 normals, extremes 1981–2010) |
| Mes                                                                               | Ene.                                                                              | Feb.                                                                              | Mar.                                                                              | Abr.                                                                              | May.                                                                              | Jun.                                                                              | Jul.                                                                              | Ago.                                                                              | Sep.                                                                              | Oct.                                                                              | Nov.                                                                              | Dic.                                                                              | Anual                                                                             |
| --------------------------------------------------------------------------------- | --------------------------------------------------------------------------------- | --------------------------------------------------------------------------------- | --------------------------------------------------------------------------------- | --------------------------------------------------------------------------------- | --------------------------------------------------------------------------------- | --------------------------------------------------------------------------------- | --------------------------------------------------------------------------------- | --------------------------------------------------------------------------------- | --------------------------------------------------------------------------------- | --------------------------------------------------------------------------------- | --------------------------------------------------------------------------------- | --------------------------------------------------------------------------------- | --------------------------------------------------------------------------------- |
| Temp. máx. abs. (°C)                                                              | 18.0                                                                              | 25.4                                                                              | 28.6                                                                              | 34.1                                                                              | 36.9                                                                              | 40.4                                                                              | 39.6                                                                              | 38.0                                                                              | 36.9                                                                              | 34.4                                                                              | 27.7                                                                              | 21.4                                                                              | '                                                                                 |
| Temp. máx. media (°C)                                                             | 6.2                                                                               | 9.6                                                                               | 15.1                                                                              | 21.7                                                                              | 27.0                                                                              | 31.3                                                                              | 32.2                                                                              | 31.1                                                                              | 27.5                                                                              | 22.4                                                                              | 15.0                                                                              | 8.3                                                                               | 20.6                                                                              |
| Temp. media (°C)                                                                  | 1.6                                                                               | 4.6                                                                               | 9.8                                                                               | 16.2                                                                              | 21.6                                                                              | 26.0                                                                              | 27.9                                                                              | 26.9                                                                              | 22.6                                                                              | 17.0                                                                              | 9.8                                                                               | 3.6                                                                               | 15.6                                                                              |
| Temp. mín. media (°C)                                                             | -1.8                                                                              | 0.8                                                                               | 5.5                                                                               | 11.4                                                                              | 16.9                                                                              | 21.5                                                                              | 24.4                                                                              | 23.7                                                                              | 18.9                                                                              | 12.7                                                                              | 5.9                                                                               | 0.1                                                                               | 11.7                                                                              |
| Temp. mín. abs. (°C)                                                              | -12.0                                                                             | -14.0                                                                             | −7.3                                                                              | 0.1                                                                               | 6.2                                                                               | 13.3                                                                              | 17.1                                                                              | 13.9                                                                              | 9.1                                                                               | 0.3                                                                               | −7.2                                                                              | -14.0                                                                             | '                                                                                 |
| Precipitación total (mm)                                                          | 16.0                                                                              | 20.3                                                                              | 33.7                                                                              | 37.8                                                                              | 71.4                                                                              | 110.6                                                                             | 220.3                                                                             | 173.7                                                                             | 63.3                                                                              | 42.2                                                                              | 33.5                                                                              | 18.0                                                                              | 840.8                                                                             |
| Días de precipitaciones (≥ 0.1 mm)                                                | 4.2                                                                               | 5.6                                                                               | 6.0                                                                               | 6.9                                                                               | 7.2                                                                               | 7.7                                                                               | 13.0                                                                              | 11.1                                                                              | 7.9                                                                               | 5.6                                                                               | 5.7                                                                               | 4.3                                                                               | 85.2                                                                              |
| Días de nevadas (≥ 1 mm)                                                          | 3.2                                                                               | 2.9                                                                               | 1.0                                                                               | 0                                                                                 | 0                                                                                 | 0                                                                                 | 0                                                                                 | 0                                                                                 | 0                                                                                 | 0                                                                                 | 0.7                                                                               | 1.8                                                                               | 9.6                                                                               |
| Horas de sol                                                                      | 147.2                                                                             | 150.1                                                                             | 190.9                                                                             | 217.3                                                                             | 229.1                                                                             | 215.2                                                                             | 202.4                                                                             | 194.0                                                                             | 182.1                                                                             | 183.1                                                                             | 160.4                                                                             | 156.4                                                                             | 2228.2                                                                            |
| Humedad relativa (%)                                                              | 66                                                                                | 64                                                                                | 63                                                                                | 63                                                                                | 65                                                                                | 67                                                                                | 78                                                                                | 80                                                                                | 74                                                                                | 68                                                                                | 69                                                                                | 67                                                                                | 68.7                                                                              |
| Fuente: China Meteorological Administration                                       |                                                                                   |                                                                                   |                                                                                   |                                                                                   |                                                                                   |                                                                                   |                                                                                   |                                                                                   |                                                                                   |                                                                                   |                                                                                   |                                                                                   |                                                                                   |